# Xavi Fernández
Javier Fernández Fernández, detto Xavi (L'Hospitalet de Llobregat, 12 febbraio 1968), è un ex cestista spagnolo, professionista in Spagna.

## Carriera
Con la Spagna ha disputato i Giochi olimpici di Barcellona 1992 e i Campionati europei del 1995.

## Palmarès
- Campionato spagnolo: 4

Barcellona: 1994-95, 1995-96, 1996-97, 1998-99
- Liga catalana: 1

Barcellona: 1995
- Coppa Korać: 1

Barcellona: 1998-99